# Shakhovskoy (huyện)
Huyện Shakhovskoy (tiếng Nga: ? райо́н) là một huyện hành chính tự quản (raion), của Tỉnh Moskva, Nga. Huyện có diện tích 1267 km², dân số thời điểm ngày 1 tháng 1 năm 2000 là 23500 người. Trung tâm của huyện đóng ở Shakhovskaya.